# Pietro Parolin
Pietro Parolin (pronunciación en italiano: /ˈpjetro paroˈliŋ/; Schiavon, Vicenza, 17 de enero de 1955) es un eclesiástico, canonista y diplomático católico italiano, secretario de Estado de la Santa Sede desde el 15 de octubre de 2013 hasta el 21 de abril de 2025, tras la muerte del papa Francisco. Continúa en el cargo desde el 9 de mayo de 2025, tras la elección de León XIV y la confirmación del nuevo pontífice de los cargos a los miembros de la curia romana de forma provisional.
Antes de su mandato como secretario de Estado, Parolin trabajó en el servicio diplomático del Vaticano durante treinta años. Parolin estableció las posturas de política exterior del Vaticano bajo el papa Francisco. Parolin criticó la propuesta de Donald Trump sobre la franja de Gaza de expulsar a todos sus habitantes y reubicarlos en otros países de Medio Oriente, diciendo que «quien haya nacido y haya vivido en Gaza debe permanecer en su tierra». Ha apoyado la causa de los refugiados y criticado el auge del nacionalismo y las políticas antiinmigratorias en Europa.

## Biografía

### Primeros años
Nació en Schiavon, Vicenza, en la región del Véneto, el 17 de enero de 1955, es el hijo de un ferretero, Luigi Parolin (1921–1965), y Ada Miotti (1928–2024), una maestra de escuela primaria. Con apenas diez años perdió a su padre, quien murió en un accidente de tráfico; su madre cuidó de él y sus dos hermanosː María Rosa, que es profesora en Verona, y Giovanni, magistrado en Bassano.

### Formación
A los catorce años ingresó en el seminario de Vicenza.
Sus superiores decidieron enviarlo a Roma para estudiar en la Universidad Pontificia Gregoriana con la perspectiva de convertirlo en funcionario del tribunal diocesano. Aquí su vida tuvo un punto de inflexión: el obispo de Vicenza, Onisto, pone al joven sacerdote a disposición de la Santa Sede, quien en 1983 se une a la Pontificia Academia Eclesiástica donde se forman los diplomáticos del Vaticano.
El 1 de julio de 1986 obtiene la licenciatura en Derecho Canónico en la Pontificia Universidad Gregoriana con una tesis sobre el Sínodo de los Obispos.
Parolin habla sus lenguas maternas veneciano e italiano, y también domina el inglés, el francés y el español.

### Sacerdocio
Su ordenación sacerdotal fue el 27 de abril de 1980 por el obispo Arnoldo Onisto. Durante dos años, actúa como vicario parroquial en la parroquia de la Santísima Trinidad de Schio.
Entró en el servicio diplomático de la Santa Sede, a la edad de 31 años. Presta su trabajo en la nunciatura de Nigeria desde 1986 hasta 1989 y en la de México de 1989 a 1992. En este último país trabaja al lado del arzobispo Girolamo Prigione en las negociaciones que condujeron al reconocimiento jurídico de la Iglesia católica y del restablecimiento de las relaciones diplomáticas de México con la Santa Sede.
Regresó a la Ciudad del Vaticano para prestar servicios en la segunda sección de la Secretaría de Estado de la Santa Sede. Permaneció allí ocho años hasta que, en 2000, se trasladó a Italia como colaborador del entonces obispo Attilio Nicora. Ahí se dedicó a las cuestiones relacionadas con el ordinariato militar y asistencia religiosa a los presos y pacientes en los hospitales.
Mientras estaba en Roma, de 1996 a 2000, fue director de la escuela universitaria Villa Nazareth, institución fundada por el cardenal Domenico Tardini para apoyar la formación de jóvenes indigentes después de la Segunda Guerra Mundial.

### Subsecretario en la Secretaría de Estado
El 30 de noviembre de 2002 fue nombrado subsecretario de la Sección para las Relaciones con los Estados de la Secretaría de Estado por el papa Juan Pablo II, donde trabajó primero con el cardenal Angelo Sodano y luego con Tarcisio Bertone, centrándose específicamente en las relaciones entre la Santa Sede y los países asiáticos, sobre todo de Vietnam y China. Entre 2005 y 2007 viajó a Pekín dos veces.
Durante esta etapa, Parolin proporcionó una contribución clave en la adhesión de la Santa Sede al Tratado de no proliferación nuclear. Estuvo al frente de los esfuerzos de la Sede Apostólica para la aprobación y puesta en marcha del Tratado de No Proliferación Nuclear. Tomando la palabra en el Organismo Internacional de Energía Atómica el 18 de septiembre de 2006, en su sede en Viena, Monseñor Parolin se refirió a este tratado como "la base para perseguir el desarme nuclear y un importante elemento para un mayor desarrollo de las aplicaciones de la energía nuclear para propósitos pacíficos." También dijo: "Dado que este tratado es el único instrumento multilateral legalmente disponible destinado a producir un mundo libre de armas nucleares, no debe permitirse que sea debilitado. La humanidad no merece menos que la completa cooperación de todos los estados en esta importante materia."

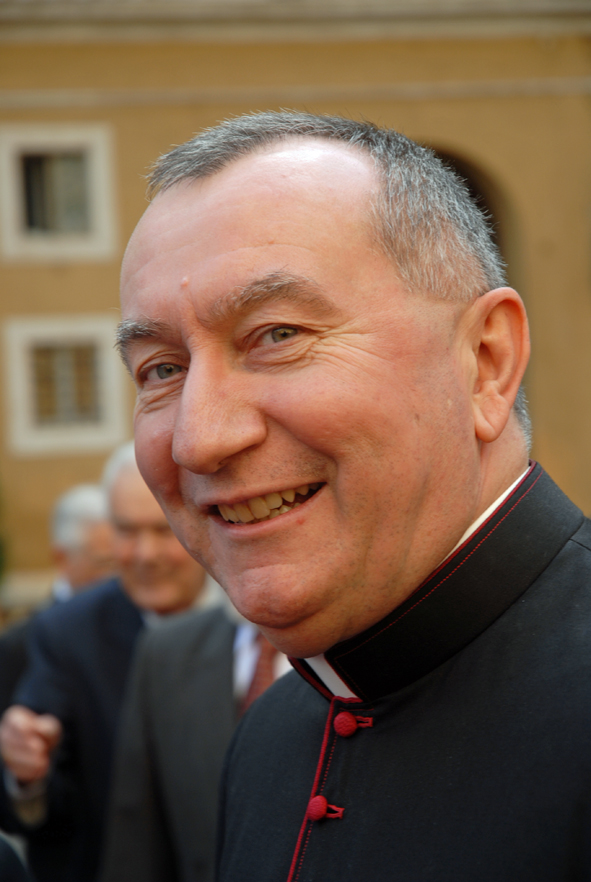
Pietro Parolin en 2006.

En relación con las negociaciones internacionales del programa nuclear de Irán, el oficial de la Santa Sede reafirmó "que las dificultades actuales pueden y deben ser superadas a través de los canales diplomáticos, haciendo uso de todos los medios que la diplomacia tenga a su disposición y considere necesarios para eliminar todos los elementos que objetivamente impidan la confianza mutua."

#### Conversaciones con Vietnam
Las conversaciones entre el gobierno de Vietnam y la Santa Sede empezaron en 1990. En la última ronda de conversaciones una delegación de alto nivel de la Santa Sede ha pasado la semana en Vietnam encontrándose con altos cargos de Hanói con la esperanza de sentar las bases para las relaciones diplomáticas formales. Monseñor Parolin mantuvo conversaciones con el gobierno vietnamita en febrero de 2009 en las que ambas coincidieron en la consistente política de Vietnam sobre la libertad intelectual, así como en los logros y la situación actual en cuestiones religiosas en Vietnam en los últimos años. El Viceministro Quoc Cuong expresó su deseo de la activa contribución de la Santa Sede a la vida de la comunidad católica de Vietnam, el fortalecimiento de la solaridad entre religiones y de toda la población vietnamita y la fuerte cohesión de la Iglesia católica en Vietnam con la nación mediante contribuciones prácticas a la construcción nacional. Durante el encuentro las dos partes mantuvieron exhaustivas discusiones en profundidad, incluyendo cuestiones relativas a la Iglesia católica en Vietnam. Ambas partes también reconocieron el alentador desarrollo en las relaciones entre Vietnam y la Santa Sede desde 1990. Ambas partes acordaron que el primer encuentro del Grupo de Trabajo Conjunto era un nuevo e importante paso hacia delante en sus relaciones bilaterales y que deben realizarse mayores esfuerzos para promover los lazos bilaterales.
Las dos partes también acordaron mantener el segundo encuentro del Grupo de Trabajo Conjunto, pero que la fecha y el lugar serían acordados a su debido tiempo.

## Episcopado

### Nuncio apostólico en Venezuela

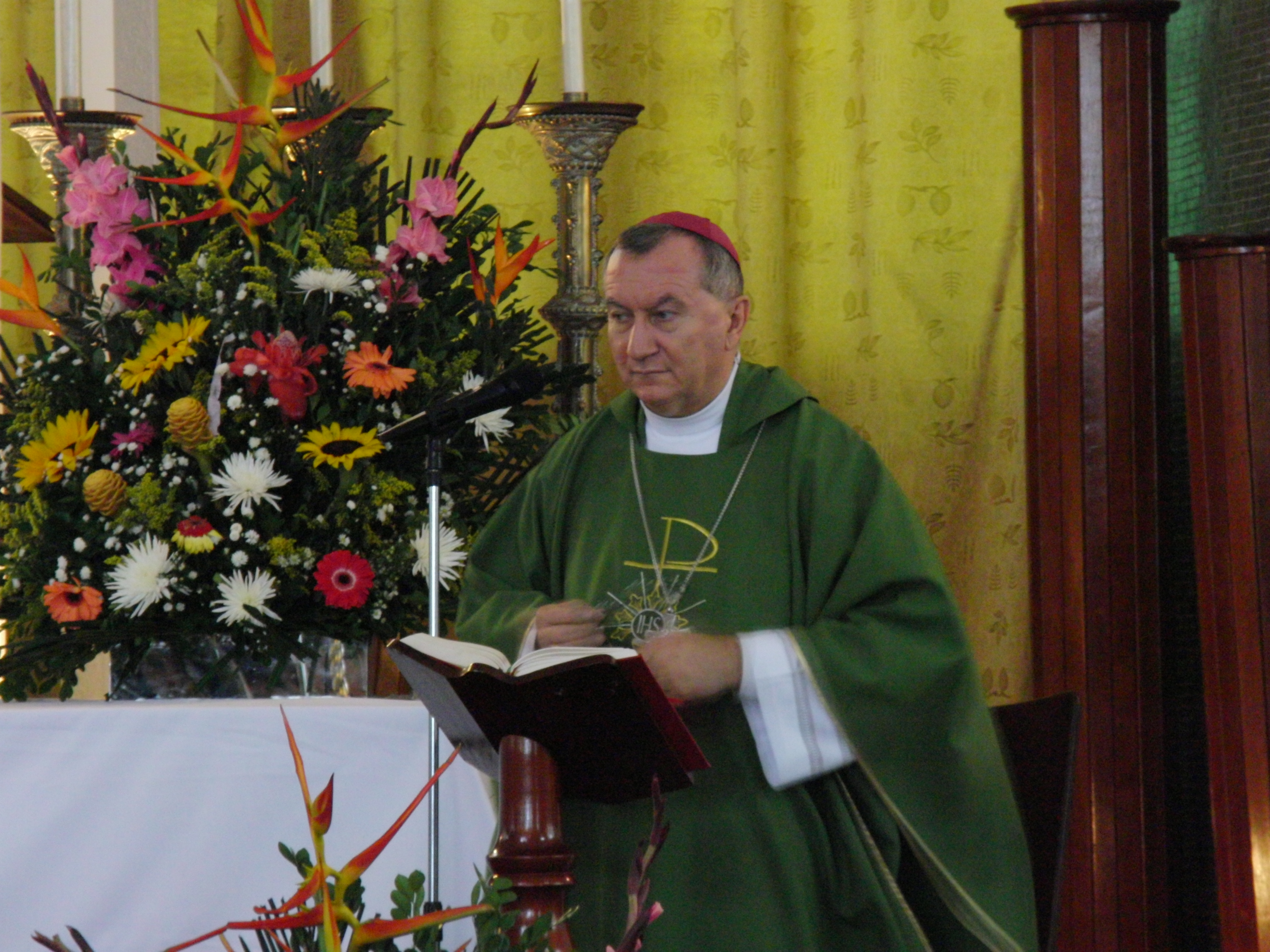
Parolin, nuncio apostólico en Venezuela, presidiendo una misa en Caracas en julio de 2012.

El 17 de agosto de 2009, el papa Benedicto XVI lo nombró arzobispo de Aquipendium y nuncio apostólico en Venezuela. Fue consagrado el 12 de septiembre del mismo año, en la Basílica de San Pedro, a manos del mismo papa.
Se esperaba que la tarea de Parolin fuese difícil, ya que los conflictos entre el Estado y la Iglesia católica en Venezuela estaban en la cima cuando el presidente Hugo Chávez intentó avanzar en su revolución bolivariana.

### Secretario de Estado de la Santa Sede
El 31 de agosto de 2013, el papa Francisco lo nombró secretario de Estado de la Santa Sede. Asumió el cargo el 15 de octubre del mismo año, aunque, no pudo asistir a su primer día debido a una cirugía menor.
Parolin es el segundo secretario de Estado más joven después del cardenal Eugenio Pacelli, luego papa Pío XII, quien asumió el cargo en 1930, y el segundo de Véneto después del cardenal Giambattista Rubini, en el cargo entre 1689 y 1691.

## Cardenalato
Fue creado cardenal por el papa Francisco durante el consistorio del 22 de febrero de 2014 con el título de los Santos Simón y Judas en Torre Angela (título creado ese día), del que tomó posesión el 11 de octubre del mismo año.
El papa Francisco lo nombró miembro de la Congregación para los Obispos el 16 de diciembre de 2013; miembro del Comité de supervisión de los cardenales en el Instituto para las Obras de Religión el 15 de enero de 2014; miembro de la Congregación para las Iglesias Orientales el 19 de febrero de 2014; miembro de la Congregación para la Evangelización de los Pueblos el 22 de mayo de 2014 y miembro de la Congregación para la Doctrina de la Fe el 28 de mayo de 2014.
Después de participar en varias reuniones del Consejo de Cardenales, cuerpo establecido por el papa Francisco para asesorar sobre la reforma de la Curia, el 1 de julio de 2014 se convirtió en miembro de hecho, pasando de un total de ocho a nueve el número de cardenales que participan.
El 6 de septiembre de 2016 fue nombrado miembro de la Congregación para el Culto Divino y la Disciplina de los Sacramentos, siendo confirmado como tal ad aliud quinquennium el 22 de febrero de 2022.
El 28 de junio de 2018 fue elevado al rango de cardenal obispo por el papa Francisco.
El 1 de abril de 2019 fue confirmado como miembro de la Congregación para la Doctrina de la Fe ad aliud quinquennium; el 26 de abril, de la Congregación para los Obispos ad aliud quinquennium y el 15 de mayo, de la Congregación para las Iglesias Orientales  in aliud quinquennium.
El 13 de octubre de 2020 fue confirmado como miembro del Consejo de Cardenales para ayudar al Santo Padre en el gobierno de la Iglesia universal y para estudiar un proyecto de revisión de la constitución apostólica Pastor bonus sobre la Curia Romana  ad aliud quinquennium.
El 13 de octubre de 2020 fue confirmado como miembro de la Congregación para la Evangelización de los Pueblos  ad aliud quinquennium.
El 7 de marzo de 2023 fue confirmado como miembro del Consejo de Cardenales, ad aliud quinquennium.

El 1 de abril de 2024 fue confirmado como miembro del Dicasterio para la Doctrina de la Fe ad aliud quinquennium.
El 21 de abril de 2025, tras la muerte del papa Francisco, perdió sus cargos en la curia romana, de acuerdo con la constitución apostólica Praedicate evangelium.

### Actuación como Secretario de Estado de la Santa Sede

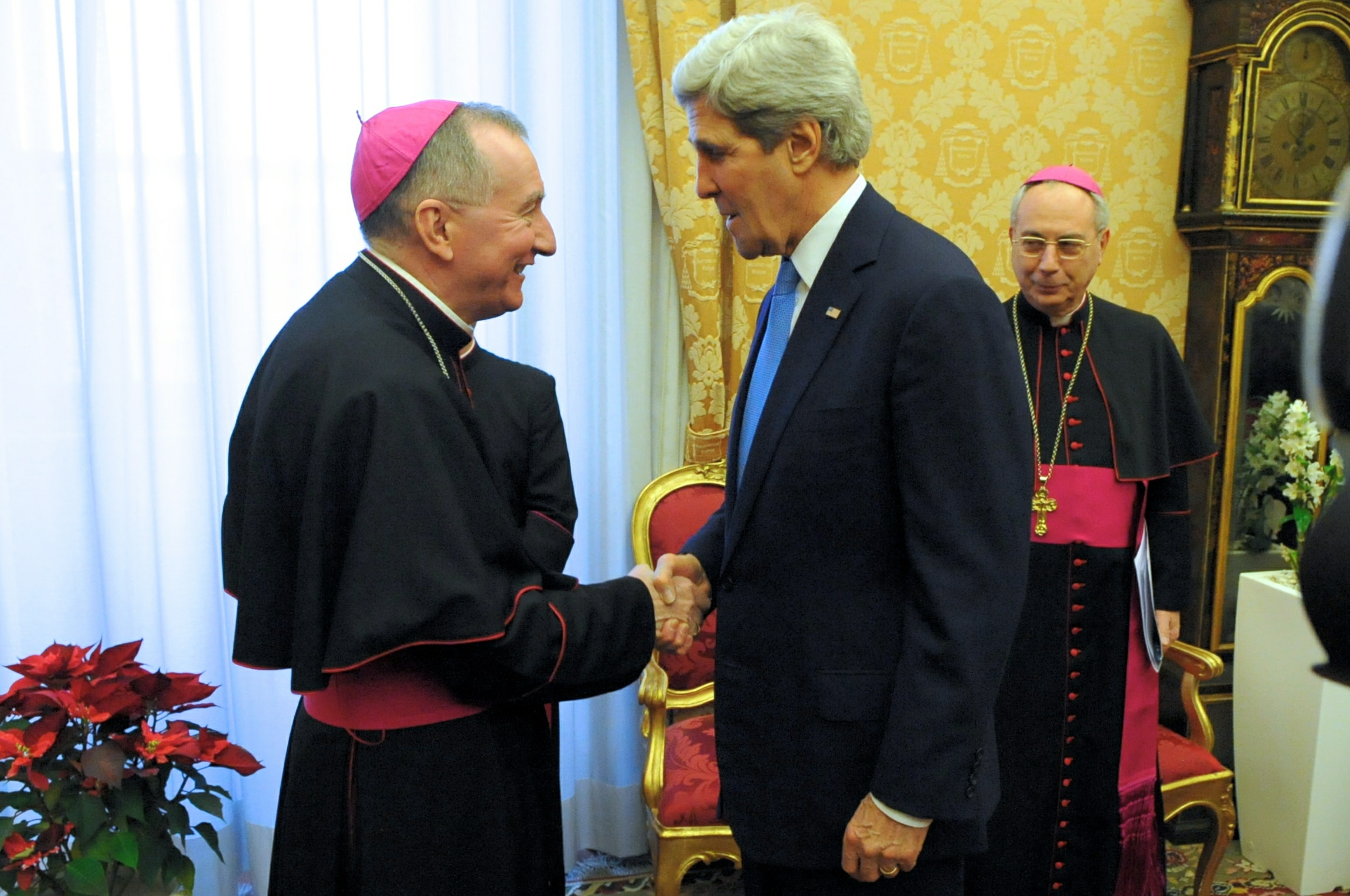
El secretario de Estado estadounidense, John Kerry, saluda al secretario de Estado de la Santa Sede Pietro Parolin antes de una reunión bilateral en la Ciudad del Vaticano, 14 de enero de 2014.

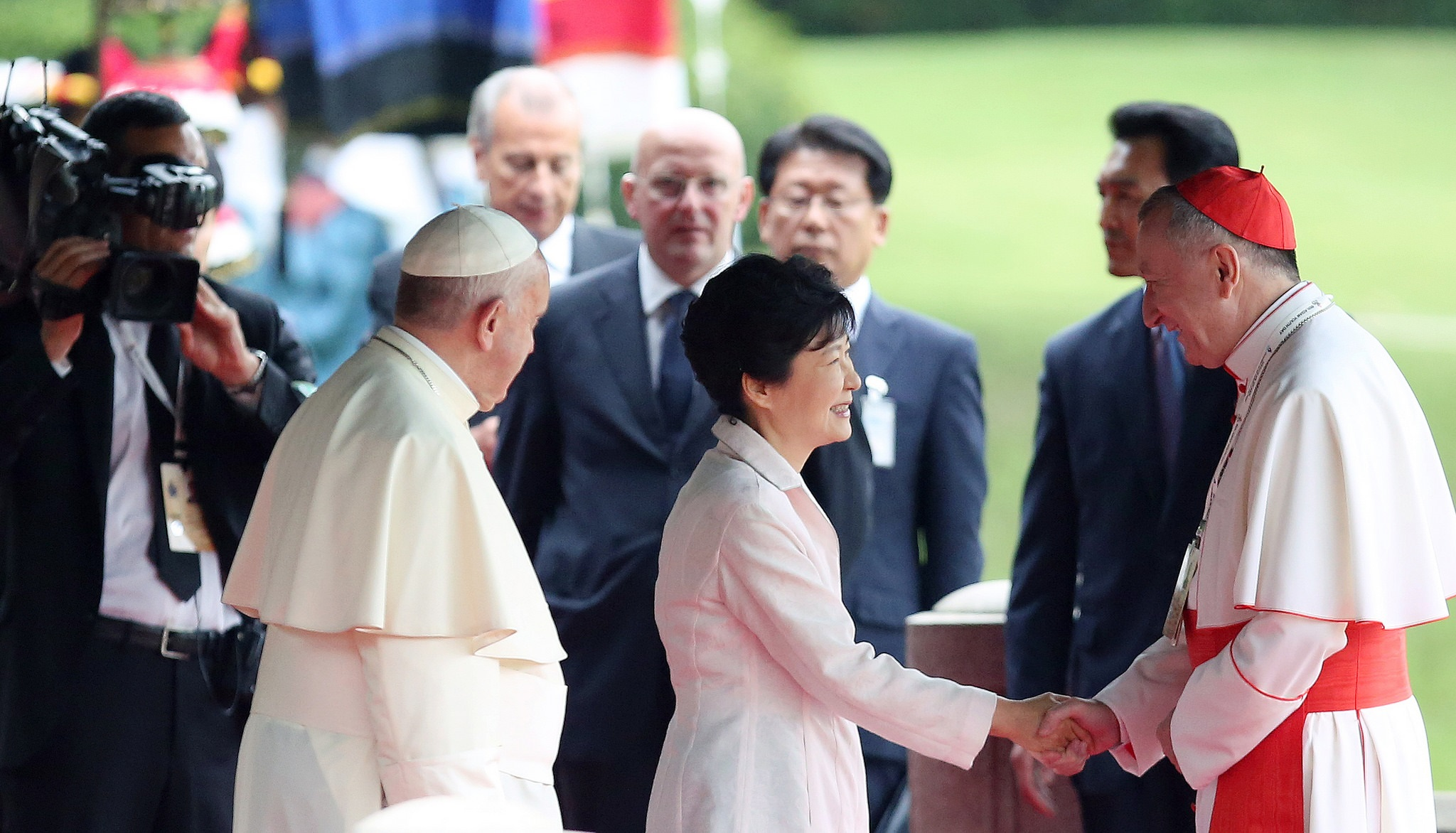
La presidenta de Corea del Sur Park Geun-hye, junto al papa Francisco, saluda al secretario de Estado Pietro Parolin en agosto de 2014.

El cardenal Parolin ha afirmado que su cargo es exigente, pero que se hace sencilla su tarea ya que trabajar con el papa Francisco “es muy fácil”, debido a que el pontífice “intenta ayudar y no complica las cosas”.
En 2014 Barack Obama y Raúl Castro agradecieron al papa Francisco por haber intermediado en el restablecimiento del diálogo entre Estados Unidos y Cuba: el pontífice les escribió a ambos para que terminaran con las relaciones frías y fomentaran el diálogo. La carta de Francisco dio inicio a negociaciones secretas en Canadá en las que la Santa Sede fue el único mediador interviniente; en calidad de secretario de Estado, Parolin intervino directamente en las reuniones propiciadas por el papa Francisco con las delegaciones cubana y estadounidense, cuyos primeros resultados se verificaron en octubre de 2014 con un principio de acuerdo suscrito en la Ciudad del Vaticano, por el que más tarde se restablecerían las relaciones diplomáticas entre Cuba y Estados Unidos, luego de transcurrido más de medio siglo desde el inicio del embargo contra aquel país. En 2015, se le preguntó a Parolin si la normalización de las relaciones entre Cuba y Estados Unidos apuntaba a una nueva "época dorada" de la diplomacia vaticana. Afirmó que "el presidente de Estados Unidos ya ha agradecido al Papa el apoyo brindado a este importante paso" y añadió: "La diplomacia de la Santa Sede siempre está ahí para ayudar a tender puentes". Parolin también afirmó que la diplomacia de la Santa Sede "es ahora más activa... no solo esperando, sino también proponiendo soluciones para la paz, dados los numerosos conflictos".
En 2014, el presidente venezolano Nicolás Maduro invitó a Parolin a mediar en las conversaciones entre su gobierno y la oposición con la esperanza de frenar la violencia que causó decenas de muertos en los peores disturbios del país en una década. Solicitó que Parolin, exnuncio en Venezuela, fuera nombrado "testigo de buena fe" en el diálogo acordado entre las partes tras dos meses de protestas. La coalición opositora venezolana había indicado que el actual nuncio, el arzobispo Aldo Giordano, asistiría a las primeras conversaciones formales. Henrique Capriles, dos veces candidato presidencial de la oposición, quien perdió las elecciones por un estrecho margen contra Maduro el año anterior, confirmó su participación en las conversaciones.
El 9 de septiembre de 2014, fue designado por el papa Francisco como “padre sinodal” de la III Asamblea General Extraordinaria del Sínodo de los Obispos sobre la familia que se celebrará del 5 al 19 de octubre, como cardenal Secretario de Estado.
El 29 de septiembre de 2014, habló ante la Asamblea General de las Naciones Unidas para recordar los problemas de la distribución de la riqueza y la situación de los cristianos orientales ante el auge del terrorismo.
En diciembre de 2014, Parolin solicitó a Estados Unidos que encontrara una "solución humanitaria adecuada" para los presos recluidos en el centro de detención de Guantánamo, lo que reflejaba la preocupación del papa Francisco de que los presos fueran tratados con dignidad y no sometidos a tratos inhumanos. Parolin formuló esta solicitud durante una reunión en el Vaticano con el secretario de Estado de Estados Unidos, John Kerry. El Vaticano afirmó que discutieron el compromiso de Estados Unidos de cerrar el centro y que Parolin expresó el deseo de la Santa Sede de que se prestara atención favorable a la búsqueda de soluciones humanitarias adecuadas para los reclusos actuales.
Parolin pidió una intervención en Libia para frenar una posible alianza entre el gobierno islámico del país y el Estado Islámico. Parolin habló sobre el caos reinante tras la decapitación de 21 cristianos coptos egipcios por parte del Estado Islámico, describiendo el incidente como "aterrador" y la situación como "grave". Subrayó la necesidad de una "respuesta rápida". Parolin añadió que "cualquier intervención armada debe llevarse a cabo en el marco del derecho internacional" y "bajo el amparo de las Naciones Unidas".
En junio de 2015, visitó Abu Dabi para inaugurar la iglesia de San Pablo en Musaffah, la segunda parroquia católica de la ciudad.
En marzo de 2016, se reunió con el patriarca de Bulgaria Neófito para velar por relaciones más cercanas entre la Santa Sede y la Iglesia ortodoxa búlgara. En agosto de 2017, en la misma línea, visitó al patriarca de Moscú y de todas las Rusias Cirilo en el marco de una flexibilización de las relaciones entre el Vaticano y el Patriarcado de Moscú. Durante el mismo viaje, también se reunió con Vladímir Putin en Sochi.
En mayo de 2016, Parolin visitó Estonia para conmemorar el 25.º aniversario del restablecimiento de las relaciones diplomáticas entre Estonia y la Santa Sede. Habló en la Universidad de Tartu sobre el significado preciso de sus relaciones internacionales.
En marzo de 2017, tras la renuncia de Marie Collins a la Comisión Pontificia para la Protección de Menores, Parolin declaró que renunció porque quería "sacudir el árbol" en el Vaticano. Collins afirmó que algunos miembros de la administración de la Iglesia, la curia romana, han obstaculizado y bloqueado los esfuerzos de la comisión, señalando a la Congregación para la Doctrina de la Fe. Parolin calificó de "vergonzosa" la falta de cooperación de algunas oficinas del Vaticano.
En ese mismo mes, Parolin declaró al periódico italiano La Stampa que el flujo de migrantes y refugiados hacia Europa está poniendo a prueba el espíritu de solidaridad y subsidiariedad de la Unión Europea, y reconoció que el gran número de personas que huyen al continente plantea un problema de seguridad. «El terrorismo, sin duda, encuentra terreno fértil en la pobreza, la falta de empleo y la marginación social», afirmó, añadiendo que desde la Segunda Guerra Mundial, Europa ha intentado liberarse de su patrimonio y valores culturales, lo que ha creado un vacío en el que los jóvenes no encuentran respuestas a sus preguntas existenciales.
En junio de 2018, participó en la reunión anual del Grupo Bilderberg, siendo el primer representante de la Santa Sede que participa desde la creación de esta reunión del grupo.
Parolin buscó restablecer las relaciones normales entre el Vaticano y la República Popular China por primera vez desde 1950. En relación a las negociaciones, en una entrevista el cardenal Joseph Zen Ze-kiun declaró: «El papa Francisco no conoce al verdadero Partido Comunista en China, pero Parolin debería saberlo. Estuvo allí [en la Secretaría de Estado] tantos años, así que debe saberlo. Puede que le guste animar al papa a ser optimista sobre las negociaciones... pero eso es peligroso. El papa Francisco necesita que alguien lo calme de su entusiasmo». Añadió: «Parece que el secretario de Estado quiere una solución de todos modos. Es demasiado optimista. Eso es peligroso. Le dije al papa que él [Parolin] tiene la mente envenenada. Es muy dulce, pero no confío en esta persona. Cree en la diplomacia, no en nuestra fe».  Parolin replicó que "ningún punto de vista personal puede ser considerado como un intérprete exclusivo de lo que es bueno para los católicos chinos" y dijo: "Si a alguien se le pide hacer un sacrificio, pequeño o grande, debe quedar claro para todos que este no es el precio de un intercambio político, sino que cae dentro de la perspectiva evangélica de un bien mayor, el bien de la Iglesia de Cristo".
El 22 de septiembre de 2018, se anunció un acuerdo preliminar entre la Santa Sede y China sobre "el nombramiento de obispos" que será "evaluado periódicamente". El acuerdo pretendía normalizar la situación de los católicos chinos, ya que la Iglesia en China se ha dividido entre la Iglesia clandestina, en plena comunión con Roma, y la Asociación Patriótica Católica China (APCC), una organización estatal que no lo estaba. El gobierno chino, a través de la APCC, nombró obispos sin la aprobación papal, lo que contrariaba la doctrina católica de larga data, por lo que el acuerdo fue diseñado para unificar a los grupos, aprobando una fórmula mediante la cual Francisco aprobaría a los obispos nominados por Pekín. El acuerdo fue objeto de fuertes críticas del cardenal Zen, quien escribió que era un paso hacia la «aniquilación» de la Iglesia católica en China, relegándola a un papel subordinado respecto a las directivas del Estado. Parolin, arquitecto del acercamiento a Pekín, fue criticado por los opositores al acuerdo, en particular Zen, quien pidió su dimisión acusándolo de «vender la Iglesia católica al gobierno comunista». El papa Francisco defendió a Parolin afirmando que contaba con su apoyo en el asunto, llamándolo un "hombre muy devoto" y subrayando que había "estudiado todos los documentos, hasta el último detalle". Después de que funcionarios del gobierno estadounidense criticaran el acuerdo por "empeorar la libertad religiosa en China", el 3 de abril de 2019 Parolin dijo que era necesario ser paciente ya que la situación no cambiaría de la noche a la mañana, declarando a la prensa que: «Firmamos este acuerdo para promover la libertad religiosa, normalizar la vida de la comunidad católica y, posteriormente, para que todas las demás religiones tengan espacio y un papel reconocido en la sociedad». En vista de que el texto completo del acuerdo es desconocido, Steve Bannon afirmó que podría entablar una demanda para obligar a la Santa Sede a publicarlo en virtud de la Convención de Viena sobre Relaciones Diplomáticas de 1961.
El 10 de mayo de 2020, presidió las celebraciones con motivo del bicentenario de la diócesis española de San Cristóbal de La Laguna.
Visitó la arquidiócesis de Estrasburgo el 4 y 5 de julio de 2021 para representar al papa Francisco con motivo del gran jubileo del 1300 aniversario de la muerte de Santa Odilia, patrona de Alsacia.
Tras la victoria talibán en Afganistán en agosto de 2021, el papa Francisco designó a Parolin para entablar conversaciones con los talibanes con el fin de disuadirlos de tomar medidas de represalia contra los civiles que trabajaron con la coalición. Un comunicado de Parolin sobre la invasión rusa de Ucrania en 2022, sin nombrar a Vladímir Putin, dijo que mientras se desarrollaba el peor escenario posible, "todavía hay tiempo para la buena voluntad, todavía hay espacio para la negociación, todavía hay espacio para ejercer una sabiduría que evite que prevalezcan los intereses partidistas, que proteja las aspiraciones legítimas de todos y ahorre al mundo la locura y los horrores de la guerra". El día anterior, el papa Francisco había instado a los políticos a hacer un ejercicio de conciencia ante Dios por sus acciones sobre Ucrania, y declaró el 2 de marzo, Miércoles de Ceniza, como día internacional de ayuno y oración por la paz. En mayo de 2022, Parolin declaró que suministrar armas a Ucrania para ayudarla a defenderse es moralmente legítimo: "Existe el derecho a la defensa armada en caso de agresión". Asistió a la coronación del rey británico Carlos III y la reina Camila el 6 de mayo de 2023, en representación del papa Francisco. En julio de 2023, visitó Armenia y Azerbaiyán para promover las conversaciones de paz entre ambos Estados. Participó en la Cumbre Mundial de Líderes Religiosos COP28 en Abu Dabi los días 6 y 7 de noviembre de 2023, y leyó la declaración del papa sobre el cambio climático en la COP28 en su nombre, ya que este no pudo asistir por problemas de salud.
En enero de 2024, el diario Sonntagsblick afirmó que Parolin había negado el acceso a los archivos de la nunciatura apostólica en Suiza a investigadores de la Universidad de Zúrich que trabajan sobre casos de abusos sexuales en la Iglesia en dicho país. Sobre este tema el jesuita Hans Zollner, uno de los máximos expertos en abusos del Vaticano, destacó que Parolin habló diversas veces con los investigadores, a quienes les intentó explicar “cuál sería el procedimiento correcto de pedido de información, a través de los normales canales diplomáticos”.
En 2024, Parolin visitó Ucrania para clausurar una popular peregrinación mariana y se reunió con autoridades civiles y eclesiásticas en medio de la continua presión de la Santa Sede por la paz. El viaje de Parolin, del 19 al 24 de julio, fue su primera visita oficial desde la invasión rusa de Ucrania. En la COP29 en noviembre de 2024, el ministro de medio ambiente de Colombia dijo que Parolin se había alineado con Arabia Saudita, Rusia, Irán y Egipto para obstruir un acuerdo que habría brindado apoyo, incluida ayuda financiera, a las mujeres en la primera línea del cambio climático. En febrero de 2025, cuando la salud del papa Francisco empeoró, Parolin rechazó los rumores de que este renunciaría.
En abril de 2025, Parolin, junto con el arzobispo Paul Gallagher, se reunió con J. D. Vance para "un intercambio de opiniones sobre la situación internacional, especialmente en relación con los países afectados por guerras, tensiones políticas y situaciones humanitarias difíciles, con especial atención a los migrantes, refugiados y prisioneros".

### Cónclave de 2025 y cardenal papable
Desde el 18 de noviembre de 2023, fecha del 80.° cumpleaños del cardenal Leonardo Sandri, Parolin asumió, en cuanto cardenal obispo elector de mayor edad, la función del decano del Colegio Cardenalicio de presidir el cónclave de 2025, ya que el titular, el cardenal Giovanni Battista Re, tenía 91 años a la muerte del papa Francisco el 21 de abril de 2025, y por lo tanto ya no era elector y no podía participar en el cónclave.
A vísperas de este cónclave se le ha considerado ampliamente como papable, es decir, un posible sucesor en el papado. Dicha consideración no es reciente y viene desde hace años.
En alusión a la posibilidad de convertirse en papa, el 2 de mayo de 2025, el cardenal fue criticado por la organización Bishop Accountability por su manejo de los casos de abusos sexuales en la Iglesia católica. La directora de dicha organización, Anne Barrett Doyle, señaló que “ningún alto prelado de la Iglesia ha guardado tantos documentos secretos sobre este tema como Parolin”. Las acusaciones fueron criticadas por Hans Zollner.
El mensaje del cardenal Re a Parolin “Auguri... doppi” (“felicidades por partida doble”, en español) durante la Missa Pro Eligendo Romano Pontifice del 7 de mayo de 2025 antes del inicio del cónclave generó suspicacias en los medios de comunicación, siendo un posible guiño de reconocimiento del papel de Parolin durante el cónclave.
El cónclave finalmente eligió al cardenal Robert Francis Prevost como el nuevo papa, tomando el nombre de León XIV. Parolin, como el cardenal obispo de mayor edad presente en la sala, cumplió con el deber de preguntar al papa electo si aceptaría el papado y cuál sería su nombre papal. Según los medios italianos después del cónclave, su candidatura flaqueó cuando su recuento de votos se estancó entre 40 y 50 votos, muy por debajo de los 89 votos necesarios para lograr la supermayoría de dos tercios necesaria para convertirse en papa. También se han analizado las posibles razones de impedimento a que Parolin fuera elegido papa: el controvertido acuerdo con China, la situación financiera del Vaticano y el hecho de que nunca dirigió una diócesis.

## Posiciones

### Celibato
En una entrevista con el diario venezolano El Universal declara posible la revisión de la norma sobre el requisito del celibato para los sacerdotes de rito latino: "El celibato no es un dogma de la Iglesia" y "se puede discutir porque es una tradición de la iglesia". "Se puede hablar y reflexionar sobre aquellas cuestiones que no están definidas por la fe, y pensar en algunos cambios, pero siempre al servicio de la unidad y siempre de acuerdo a la voluntad de Dios".
En un discurso inaugural en la Pontificia Universidad Gregoriana en febrero de 2016 defendió el celibato como un "don" que debe recibirse y cultivarse con "gozosa perseverancia" y criticó la sugerencia de abordar la escasez de vocaciones modificando el requisito del celibato sacerdotal.

### Democratización de la Iglesia
En la misma entrevista con El Universal, acerca de la cuestión de la democracia en la Iglesia, declaró que "es sin duda una necesidad que haya más democracia en la Iglesia." "Siempre se ha dicho que la Iglesia no es una democracia. Pero en estos tiempos hay más espíritu democrático en el sentimiento común que debe ser escuchado con atención, y creo que el papa lo ha referido como un objetivo de su pontificado".

### Eutanasia
En cuanto a la eutanasia, condenó la decisión de algunos países de introducirla en sus ordenamientos jurídicos, afirmando que está motivada por la «hybris», o «la violenta arrogancia de quienes quieren equipararse a Dios» al decidir cuándo morir. Cuando Italia aprobó la ley sobre testamentos vitales, invocó la objeción de conciencia en ciertos puntos de la nueva legislación, considerándola legítima y necesaria.

### Matrimonio entre personas del mismo sexo
En mayo de 2015, tras la aprobación del referéndum sobre la igualdad matrimonial en Irlanda, que extendió los derechos matrimoniales a las parejas del mismo sexo, Parolin declaró: «Me entristeció mucho este resultado. No creo que podamos hablar solo de una derrota de los principios cristianos, sino de una derrota de la humanidad».

### Bendición de parejas homosexuales
En 2023, Parolin afirmó la necesidad de dialogar con los obispos alemanes tras una reciente votación a favor de la bendición de las uniones entre personas del mismo sexo, insistiendo en que la medida no se alinea con la doctrina católica oficial. Parolin afirmó: «Una iglesia local y particular no puede tomar una decisión como esa, que involucra la disciplina de la Iglesia Universal. Sin duda, debe haber una discusión con Roma y el resto de las iglesias del mundo... para aclarar las decisiones que se deben tomar».
Tras la promulgación de la Fiducia supplicans y las protestas de los católicos tradicionalistas y de algunos obispos, particularmente en África, se negó a comentar la legalidad del documento, limitándose a decir que siempre ha habido "cambio en la Iglesia, la Iglesia está abierta y atenta a los signos de los tiempos pero debe ser fiel al Evangelio".

### Israel y Palestina
Parolin mantiene las opiniones tradicionales de la Iglesia respecto al sionismo y su apoyo a una solución de dos estados. Ha criticado la propuesta de Donald Trump sobre la Franja de Gaza para que Estados Unidos desplace a los palestinos de Gaza y "tome el control" del territorio, afirmando que «quien haya nacido y vivido en Gaza debe permanecer en su tierra».
Sobre el tema de la guerra Israel-Gaza ya había declarado lo siguiente el 13 de febrero de 2024:

Se ha invocado el derecho de Israel a la legítima defensa para justificar que esta operación es proporcional, pero con 30.000 muertos no lo es.

Dicha declaración fue reprendida por la Embajada de Israel ante la Santa Sede, que calificó este y otros comentarios del cardenal de "lamentables".
En mayo de 2025, ante la alarmante situación humanitaria en la Franja de Gaza, hablando con la periodista Andrea Tornielli, Parolin exigió el cese al fuego: «El derecho humanitario debe aplicarse siempre, situación inaceptable en la Franja. Que Hamás libere a todos los rehenes. No al antisemitismo».

### Masonería
En una entrevista publicada por Il Fatto Quotidiano el 3 de mayo de 2025, Giuliano Di Bernardo, ex Gran Maestro del Gran Oriente de Italia (1990-1993) y posteriormente de la Gran Logia de Italia (1993-2001), declaró que conoció a Parolin y se hizo amigo íntimo de él desde principios de la década de 2000, colaborando con él en numerosos proyectos. Di Bernardo deseaba que Parolin fuera elegido papa en el cónclave.

### Caso Juan Pablo I
Parolin declaró con motivo de la publicación de un libro que las diversas conspiraciones en torno a la muerte del papa Juan Pablo I tras su breve pontificado eran "reconstrucciones noir"; y que la repentina muerte del pontífice, sumada a otros hechos como un error en los informes del Vaticano, que aseguraban que fueron los secretarios del papa quienes lo encontraron muerto en vez de la hermana Vincenza Taffarel, y la tradición de no realizar una autopsia a los cuerpos de los pontífices, alimentó "una miríada de teorías, sospechas y suposiciones basadas en opiniones más que en hechos".

## Condecoraciones

### Condecoraciones italianas
- Caballero de Gran Cruz de la Orden al Mérito de la República Italiana ( Italia, 24 de junio de 2005).[117]
- Ciudadano honorario de Acquapendente «por haber traído el nombre de Acquapendente al mundo en el cumplimiento de sus altos servicios a la Fe Apostólica como obispo titular de esta antigua e ilustre ciudad y sede episcopal establecida por el papa Inocencio X» — 15 de abril de 2014.[118]
- Caballero de la Suprema Orden de la Santísima Anunciación (Casa de Saboya, 25 de junio de 2023).
- Ciudadano honorario de Primiero San Martino di Castrozza — 8 de julio de 2024.

### Condecoraciones extranjeras
- Oficial de la Orden de la Estrella de Rumania ( Rumania, 13 de septiembre de 2004).[119][120]
- Cruz de Comendador de la Orden del Mérito de la República Húngara ( Hungría, septiembre de 2007).
- Gran Cruz de la Orden al Mérito por Servicios Distinguidos ( Perú, 5 de febrero de 2008).
- Gran Cruz del Mérito de la Orden del Mérito de la República Federal de Alemania ( Alemania, 2009).
- Cruz de Comendador con Estrella de la Orden al Mérito de la República de Polonia ( Polonia, octubre de 2009).
- Bailío Gran Cruz de Honor y Devoción de la Soberana Orden Militar de Malta (Orden de Malta, Roma, 12 de mayo de 2014).[121]
- Banda Especial de la Orden Mexicana del Águila Azteca ( México, 14 de julio de 2014).[92][122]
- Collar de la Orden de la Estrella de Rumania ( Rumania, 30 de abril de 2015).
- Orden de la República de Serbia grado Banda ( Serbia, 11 de septiembre de 2015).[123]
- Caballero de primera clase de la Stara Planina ( Bulgaria, 21 de marzo de 2016).[124][54]
- Caballero de la Gran Cruz de la Orden del Príncipe Danilo I (Casa de Petrović-Njegoš).
- Caballero de la Gran Cruz de la Orden de Cristo ( Portugal, 12 de octubre de 2016).
- Gran Oficial de la Orden Nacional de Madagascar ( Madagascar, 27 de enero de 2017).[125]
- Comendador Gran Cruz de la Orden de las Tres Estrellas ( Letonia, 10 de mayo de 2021).[126][127]
- Gran Cruz de la Orden del Mérito de la República Húngara ( Hungría, 8 de junio de 2021).
- Comendador de la Orden de la Legión de Honor ( Francia, 18 de octubre de 2021).[128]
- Comendador de la Orden de la Estrella Ecuatorial ( Gabón, 19 de diciembre de 2022).[129]
- Gran Cruz de la Orden de Manuel Amador Guerrero ( Panamá, 11 de octubre de 2023).[130]
- Orden al Mérito ( Ucrania, 23 de julio de 2024).[131]

- Miembro de la Academia del Reino de Marruecos.[132]